# ابوالفضل مهدیار
ابوالفضل مهدیار (زاده ۲ خرداد ۱۳۲۷ در قم – درگذشته ۲ آبان ۱۳۵۹ در جزیره فاو) سرگرد خلبان اف-۴ فانتوم ۲ نیروی هوایی ارتش جمهوری اسلامی ایران بود.
عمده سرشناسی وی جدای از مهارت ویژه در پرواز، حضور فعال ۷۰ روزه در جنگ ایران و عراق و نحوه درگذشت اوست.

## زندگینامه و فعالیت‌ها
ابوالفضل مهدیار پس از پایان تحصیلات در بهمن ماه سال ۱۳۴۷ وارد نیروی هوایی ایران گردید پس از طی دوره پیشرفته پرواز در آمریکا به ایران بازگشت و به عنوان خلبان اف۴ انتخاب و به پایگاه یکم شکاری (فرودگاه مهرآباد) منتقل گردید. مهدیار بهترین خلبان لیزر ایران و یکی از بهترین‌ها در جهان بود. در سال ۵۴ پس از طی دوره کابین جلو به پایگاه هفتم شکاری (شیراز) منتقل شد و در سال ۵۶ مجدداً به پایگاه یک شکاری در تهران بازگشت، سپس با پیروزی انقلاب به پایگاه ششم شکاری منتقل شد.

## اتهام شرکت در کودتای نوژه
وی در تابستان ۱۳۵۹ به اتهام شرکت در کودتای نوژه دستگیر و به اعدام محکوم می‌شود؛ ولی اسنادی مبنی بر دخالت وی در کودتا یافت نشد.
به نوشته کتاب عملیات نفوذ «روز دادگاه، این خلبان دلیر اظهار می‌دارد که من را اگر هم می‌خواهید اعدام کنید به جبهه ببرید و به عنوان یک سپر انسانی استفاده کنید یا مرا از هواپیما به همراه بمب بر سر عراقی‌ها بیاندازید! قاضی دادگاه از این اظهارات متاثر می‌شود و پرونده وی را به نزد روح‌الله خمینی می‌برد و وی حکم به عفو او می‌دهد.»
با آغاز جنگ ایران و عراق در ۳۱ شهریور ۱۳۵۹، سرگرد مهدیار درخواست بازگشت به گردان پرواز کرد که با درخواستش موافقت شد.

## شهادت
با توجه به تخصص سرگرد مهدیار، پروازهای مهمی در یک ماه اول جنگ (ماه مهر سال ۱۳۵۹) به وی واگذار شد. روز یکم آبان ماه طی دو پرواز جهت حمله به بندر فاو و اسکله ام‌القصر به عنوان لیدر شرکت کرد و ضربات زیادی بر ارتش عراق وارد کرد. ساعت ۱۲ ظهر روز ۲ آبان ۱۳۵۹ دو فروند اف ۴ فانتوم ۲ئی به لیدری شماره یک سرگرد خلبان ابوالفضل مهدیار و کمک سروان محمود شادمان‌بخت و شماره دو به خلبانی سرگرد محمود ضرابی و کمک ستوان‌یکم اسماعیل پیروان جهت بمباران اسکله ام‌القصر به پرواز در می‌آیند. با رسیدن روی هدف خلبانان ابتدا با تیربار اسکله را هدف قرار می‌دهند. سپس ام‌کی۸۲ خود را روی اسکله می‌ریزند و در حال گردش به سمت مرز ایران، هواپیمای لیدر (سرگرد مهدیار) مورد اصابت موشک ارتش عراق قرار می‌گیرد. هر دو خلبان اقدام به اجکت می‌کنند اما خلبان‌های عراقی برخلاف کنوانسیون‌های بین‌المللی که برای چتربازان در آسمان، تأمین جانی قائل هستند، سرگرد مهدیار و کمک خلبانش را هدف رگبار مسلسل‌های خود قرار می‌دهند و پیکر بی‌جانش در خلیج فارس فرو می‌افتد.